# Hypopta correntina
Hypopta correntina is een vlinder uit de familie van de Houtboorders (Cossidae). De wetenschappelijke naam van de soort is voor het eerst gepubliceerd in 1882 door Carlos Berg.
De soort komt voor in Brazilië, Uruguay en Argentinië.